# Нагрудний знак «І. Г. Ткаченко»
Нагру́дний знак «І.Г. Ткаче́нко» — це заохочувальна відомча відзнака Міністерства освіти і науки України. Відзнака мала третій (найвищий) ступінь серед відзнак, запроваджених міністерством. Нагрудний знак  названий на честь українського педагога, Героя Соціалістичної Праці Івана Гуровича Ткаченка.        
Відзнакою нагороджували відповідно до Положення про відомчі заохочувальні відзнаки Міністерства освіти і науки України затвердженого Наказом Міністерства освіти і науки України від 13 липня 2007 року № 605, зареєстрованого у Міністерстві юстиції України 06 серпня 2007 року за № 899/14166. В межах реформи системи відомчих відзнак Міністерства освіти і науки України з метою вдосконалення порядку їх встановлення і використання, а також визначення їх обґрунтованої кількості, даний наказ втратив чинність в 2013 році.

## Відомості про нагороду
Нагрудним знаком «І.Г. Ткаченко» нагороджували педагогічних працівників навчальних закладів системи загальної середньої та професійної освіти, державних службовців, які впроваджували сучасні методи теорії і практики трудового навчання і виховання, поєднували виробниче навчання з продуктивною працею; керівників гуртків науково-технічної творчості за вагомий внесок у трудове навчання і виховання, плекання любові до праці, у підготовку молодої зміни висококваліфікованих робітників, за впровадження сучасних навчально-виховних та виробничих технологій, застосування ефективних методів виробничого навчання і виховання високоосвіченого, всебічно розвинутого молодого покоління, спроможного у своїй практичній діяльності застосовувати найновіші досягнення науки і техніки, ефективно працювати в умовах  ринкової економіки.